# スパティフィラム属
スパティフィラム属（学名： Spathiphyllum）は、サトイモ科の属の一つ。30種程度が知られる。
分布は中央アメリカや南アメリカの熱帯域が中心だが、東南アジアにもいくらかの種が成育する。主に森林の湿地に自生する。
葉はササのような形で深緑色をしている。花穂には周囲を取り囲む仏炎苞がある。葉、花、仏炎苞の色が鮮やかで、多くが観葉植物や切花用に栽培される。
栽培に際しては株分けや実生によって増やす。やや乾燥に弱く、特に小さな株は水分が少なくなると葉がしおれる。この場合はすぐに水を与えると数時間で元に戻る。
日照不足には強いが、花を多く咲かせるには肥料と光を与える必要がある。また日陰から急に日向に移すと葉焼けを起こしやすい。

## 主な種
- オオササウチワ Spathiphyllum cannifolium - 仏炎苞は白
- ニオイササウチワ Spathiphyllum cochlearispathum - 仏炎苞は明るい緑
- オカメウチワ Spathiphyllum floribundum - 仏炎苞は白